# BSAT-2a
BSAT-2aとは、かつて放送衛星システムが所有していたBSデジタル用の放送衛星である。メーカーはオービタル・サイエンシズ社で、2001年3月9日にアリアン5ロケットによりギアナ宇宙センターから打ち上げられた。BS-4後発機とも呼ばれる。
BSAT-2aは衛星バスにSTARバスを採用、箱形の構体に太陽電池パネルを2葉備える。Kuバンドのトランスポンダを4本（予備4本）搭載し、2.2mのアンテナで通信する。
本来はBSデジタルの放送開始前の2000年秋に打ち上げ予定だったがメーカでの製造トラブルに見舞われ、打ち上げがほぼ半年延期された（その間にBSデジタル放送はBSAT-1bを使って開始された）。打ち上げ後も2001年9月、2001年11月、2004年2月と3度のトラブルが発生したため2004年4月から予備衛星だったBSAT-2cに役割を譲り、2013年1月29日には老朽化と燃料枯渇により運用終了、軌道外投棄（デオービット）された。